# Osmia dimidiata
Osmia dimidiata är en biart som beskrevs av Morawitz 1870. Osmia dimidiata ingår i släktet murarbin, och familjen buksamlarbin.

## Underarter
Arten delas in i följande underarter:
- O. d. assomatosana
- O. d. dimidiata